# 小奴湖
55°26′26″N 115°29′19″W / 55.44056°N 115.48861°W

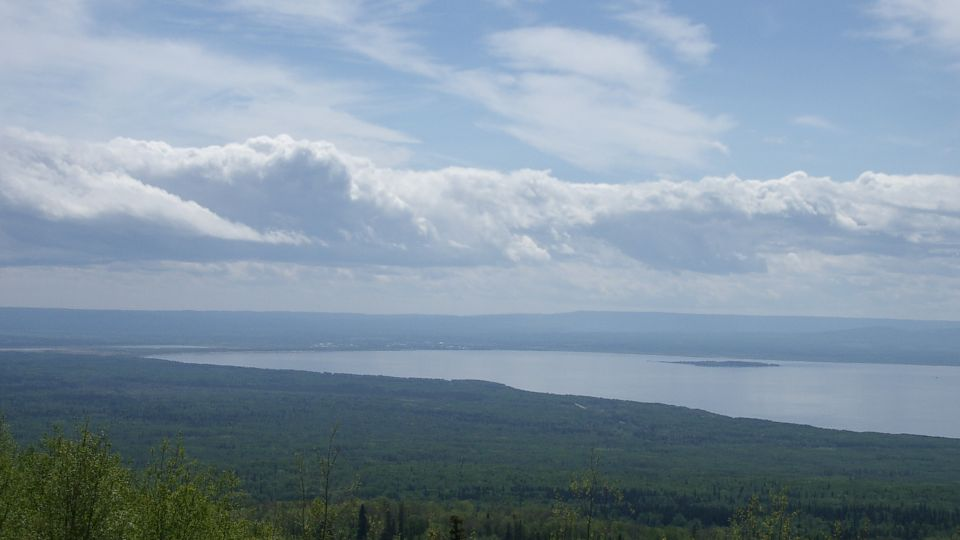

小奴湖是加拿大的湖泊，由艾伯塔省負責管轄，長100公里、寬15公里，面積1,168平方公里，海拔高度578米，湖岸線長度247公里，平均水深11.4米，最大水深20.5米，蓄水量13.69立方公里。

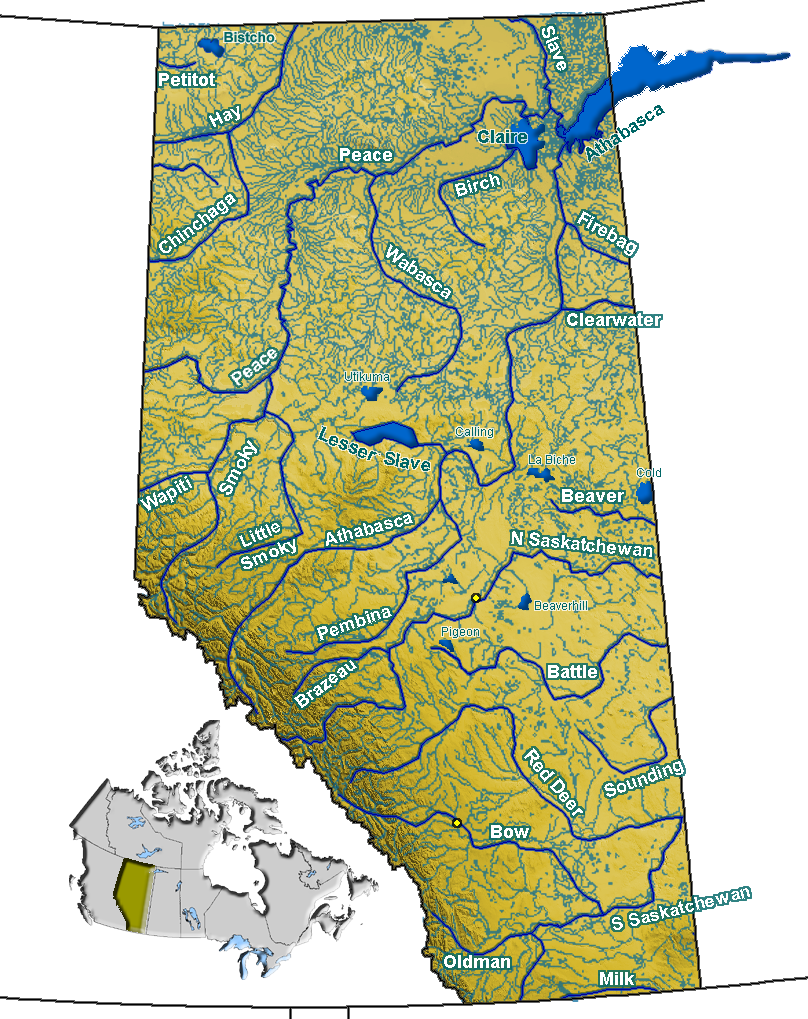

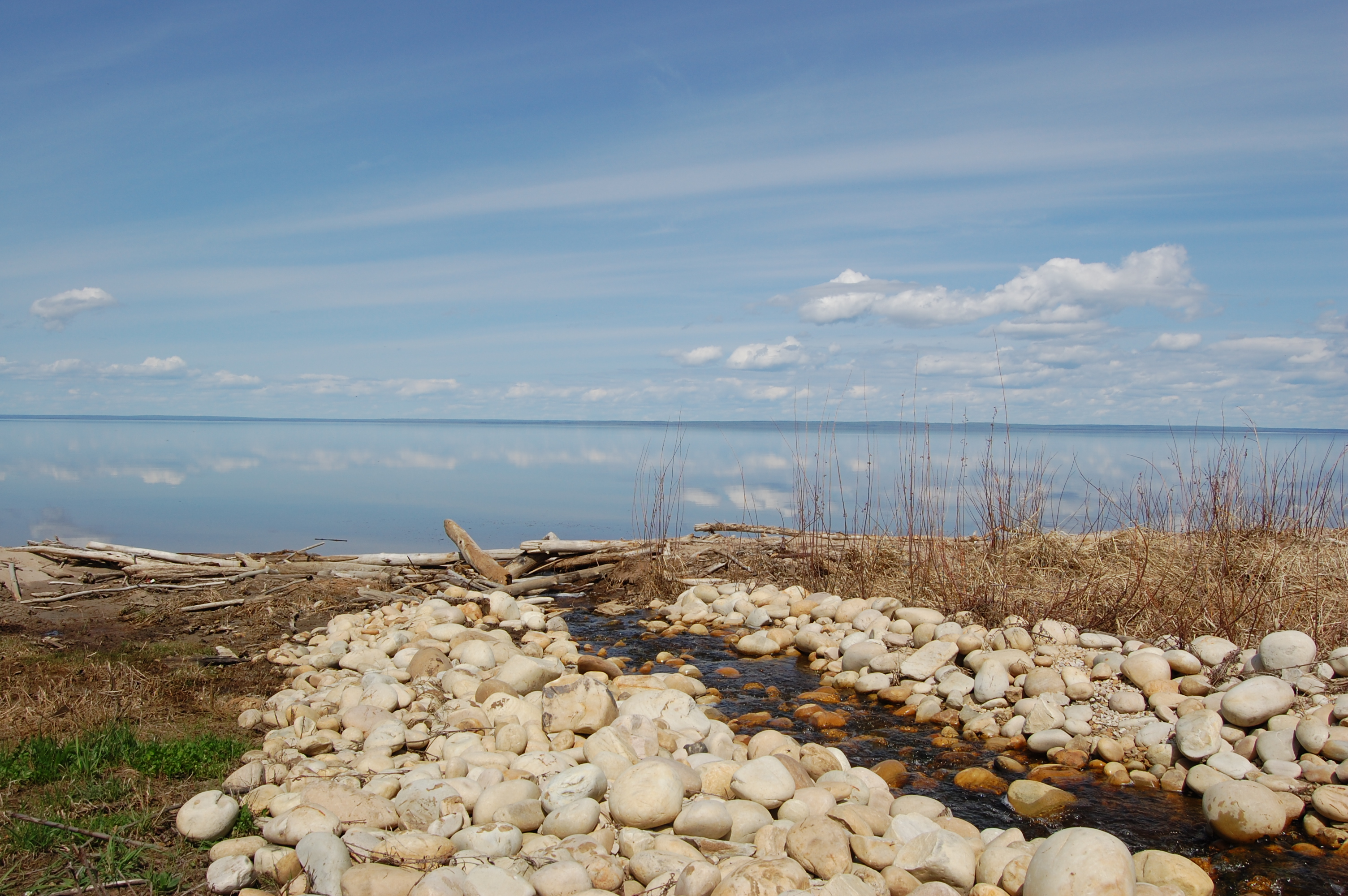

## 外部連結
- Lesser Slave Lake Regional Tourism